# Полковенко Тарас Вікторович
Тарас Полковенко — український науковець, кандидат філологічних наук, журналіст, педагог

## Біографічні відомості
Рік народження — 1973 (м. Київ). У 1997 р. закінчив навчання на філологічному факультеті Київського національного університету імені Тараса Шевченка (відділення української філології). У 2003 році захистив кандидатську дисертацію.
Практична, викладацька та наукова діяльність:
- позаштатний фотокореспондент республіканської газети «Зірка» (1987 — 1989);
- позаштатний коректор і літературний редактор у видавництві «Молодь» (1989 — 1992);
- коректор і літературний редактор молодіжного журналу «Наука-Фантастика» (1992 — 1997);
- журналіст американсько-українського молодіжного видання «Pick me up» (1993 — 1994);
- літературний редактор всеукраїнської газети «Все про медицину» (1997);
- редактор рекламно-інформаційного журналу «Товарний вісник» (1997);
- провідний фахівець Центру фольклору та етнографії Шевченкового університету (1997 — 2005);
- заступник директора Інституту культурологічних та етнополітичних досліджень (2005 — 2008);
- асистент кафедри видавничої справи та редагування Інституту журналістики КНУ ім. Т. Шевченка (2008 — 2014);
- доцент кафедри видавничої справи Інституту журналістики Київського університету імені Бориса Грінченка (2014 — 2016);
- заступник директора Інституту журналістики з науково-педагогічної та соціально-гуманітарної роботи (2016 — 2019);
- доцент кафедри соціальних комунікацій та аудіовізуального мистецтва Інституту журналістики, кіно і телебачення Київського міжнародного університету (2019 — 2024);
- заступник директора видавництва "Білий тигр" / "White Tiger Design LLC provides Graphic & Web Design Services (Україна / United States, Florida, Miami: із 2016 року і дотепер);
- доцент кафедри соціології факультету управлiння персоналом, соціології та психології Київського національного економічного університету імені Вадима Гетьмана (із 2024 року і дотепер).

Серед основних дослідницьких інтересів — аспекти редагування журналістських текстів, специфіка науково-популярної, міжнародної та економічної інформації, методологія крос-медіа.